# Mölnermyr
Mölnermyr este o arie protejată (arie specială de conservare — SAC, sit de importanță comunitară — SCI) din Suedia întinsă pe o suprafață de 580,6 ha, integral pe uscat.

## Localizare
Centrul sitului Mölnermyr este situat la coordonatele 57°50′05″N 18°52′44″E / 57.8348°N 18.8789°E.

## Înființare
Situl Mölnermyr a fost declarat sit de importanță comunitară în aprilie 2004 pentru a proteja un număr necunoscut de specii din flora spontană și fauna sălbatică aflate în arealul zonei. Situl a fost protejat și ca arie specială de conservare în martie 2011.

## Biodiversitate
Situată în ecoregiunea boreală, aria protejată conține 7 habitate naturale: Mlaștini calcaroase cu Cladium mariscus și specii de Caricion davallianae, Mlaștini împădurite, Pajiști cu Molinia pe soluri calcaroase, turboase sau argilos-nămoloase (Molinion caeruleae), Pășuni din zone de pădure fino-scandinave, Pajiști carstice calcaroase sau bazofile, de Alysso-Sedion albi, Lespezi calcaroase, Mlaștini alcaline.
La baza desemnării sitului se află un număr nedeclarat de specii protejate.
Pe lângă speciile protejate, pe teritoriul sitului au mai fost identificate 2 specii de nevertebrate.